# Rida Hinani
Rida Hinani (ur. 31 sierpnia 1990) – marokański zapaśnik walczący w obu stylach. Srebrny medalista mistrzostw Afryki w 2013 i 2015. Podwójny mistrz arabski w 2015. Piąty na igrzyskach śródziemnomorskich w 2013 roku.